# Edward Mordake
Edward Mordake (vagy Edward Mordrake) egy állítólag 19. században élt, meglehetősen gazdag, nemes családi körülmények között élt személy, aki két arccal rendelkezett, tarkóján fejletlen (parazita) ikertestvére torz arca helyezkedett el. Létezése azonban nem bizonyított, valószínűleg kitalált személy.

## Története
A története szerint: „A második arc nem tudott beszélni, enni vagy inni, tudott azonban sírni és nevetni. Közös agytörzsükön keresztül Edward hallotta a gondolatait, ezek a gondolatok pedig korántsem voltak barátságosak. Éjszakánként nem hagyta aludni, gonosz dolgokat mondott neki (egyes források szerint azt akarta, hogy gyilkoljon, válogatás nélkül). Szerencsétlen Mordake együtt élt eme sötét titkával. Magányában könyveket olvasott, zongorázni tanult és egy másik, jobb életről álmodozott. Ifjú felnőtt korában azonban mégis bevezették őt a társasági életbe, ahol mindenkit lenyűgözött virtuóz zenei tudásával, éles eszével és megnyerő modorával. Azonban aki az ifjú Edward háta mögé keveredett, tarkóján megláthatta az iszonyatot, amelyet a fiatal nemes kénytelen volt mindenhová magával cipelni. Az ördögi ikertestvér arca egyre csak bámulta a rácsodálkozó, a rémülettől felszisszenő és sikítozó embereket. Gúnyos pillantása, félelmetes tekintete örökre beleégett az őt meglátó emberek emlékezetébe. Edward hiába könyörgött orvosainak, a testvér arcának eltávolítását senki nem vállalta, ő pedig végső elkeseredésében 23 évesen öngyilkosságot követett el. Egyes források szerint mérget ivott, mások szerint felakasztotta magát (és halála után a másik arca groteszk módon vigyorgott tovább) de egyáltalán nem kizárt az a verzió sem, hogy fejbe lőtte a tarkóján elhelyezkedő, rémisztő testvérét és ezzel mindkettejüket megölte. Végrendeletében kérte, hogy távolítsák el róla ikertestvére arcát, hogy az legalább a sírban hagyhassa őt pihenni. Halála után került sor a műtétre, kérésének orvosai eleget is tettek. Ezután jeltelen sírba temették.”

## Legkorábbi források
Nehéz megállapítani a történet valódiságát, ugyanis nem maradtak fenn hiteles orvosi és rendőrségi iratok az esetről. Az első ismert Mordake leírás az 1895-ös Boston Postból való, melynek szerzője Charles Lotin Hildreth. Hildreth ebben a cikkben különböző betegségekről, rendellenességekről ír. A történet a modern orvostudomány ismeretében azonban több túlzó, dramatizált vonással rendelkezik: a jelenség ugyan ismert (több modern kori eset is előfordult, például Chang Tzu Pingé), de a parazitaikrek fejletlenségük okán legfeljebb vegetatív életfunkciókat mutathatnak, emiatt kizárható, hogy „gonosz gondolataik” legyenek. Utólagos kutatások során sem kerültek elő az esetet bizonyító hiteles adatok, ahogy az interneten feltűnt, Mordake-nek tulajdonított fejek is hamisítványok, illetve művészi ábrázolások voltak, így valószínűleg Hildreth maga találhatta ki a történetet.

## Megjelenése a kultúrában
Edward Mordake alakja az angolszász kultúrában viszonylag jól ismert, több mondóka, játék és dal is született róla.
Tom Waits amerikai énekes Alice (2002) című albumán a Poor Edward című dalt Mordake alakja ihlette.

## Fordítás
- Ez a szócikk részben vagy egészben  az   Edward Mordake című angol Wikipédia-szócikk ezen változatának fordításán alapul.  Az eredeti cikk szerkesztőit annak laptörténete sorolja fel. Ez a jelzés csupán a megfogalmazás eredetét és a szerzői jogokat jelzi, nem szolgál a cikkben szereplő információk forrásmegjelöléseként.